# 8456 Davegriep
8456 Davegriep este un asteroid din centura principală de asteroizi.

## Descriere
8456 Davegriep este un asteroid din centura principală de asteroizi. A fost descoperit pe 1 martie 1981 la Siding Spring de Schelte J. Bus. Asteroidul prezintă o orbită caracterizată de o semiaxă mare de 3,16 ua, o excentricitate de 0,04 și o înclinație de 7,8° în raport cu ecliptica.